# 6833-as mellékút (Magyarország)
A 6833-as számú mellékút egy több mint tizenkét kilométer hosszú, négy számjegyű mellékút Zala vármegye déli részén. Murakeresztúr térségét kapcsolja össze Nagykanizsa városával.

## Nyomvonala
A 6830-as út végpontjánál indul, Nagykanizsa Kiskanizsa városrészében, nagyjából dél felé; kezdeti szakasza a Szent Flórián tér nevet viseli, majd Bajcsai út néven folytatódik, 1,1 kilométer után kilép a városrész belterületéről,, 2,4 kilométer után pedig kiágazik belőle keleti irányban a mintegy 400 méter hosszú 68 355-ös út, a  Nagykanizsai repülőtér felé.
6,1 kilométer után délnyugat felé fordul, a 6+250-es kilométerszelvénye táján pedig Bajcsa városrész lakott területére ér, ott a Törökvári utca nevet viseli. 8,1 kilométer után lép ki a házak közül, 8,4 kilométer után pedig eléri Fityeház határát. Egy darabon a város és a község határvonalát kíséri, délnek fordulva, majd 9,5 kilométer után, a Budapest–Murakeresztúr-vasútvonal Fityeház megállóhelye mellett elhaladva nyugatnak fordul.
10,3 kilométer után éri el a község házait, ott a Kossuth Lajos utca nevet veszi fel és újra délnek fordul; neve a falu déli részén Ady Endre utca, 11,7 kilométer után kilép a házak közül, majd 12,2 kilométer előtt átlép Murakeresztúr területére; ott egy kereszteződésben véget is ér. Innen az út korábban egyenes irányban vezethetett tovább a település központjába – ez ma a 68 155-ös számozást viseli –, ám időközben elkészült a Murakeresztúrt elkerülő útszakasz is, ez a 6835-ös számozást viseli innentől.
Teljes hossza, az országos közutak térképes nyilvántartását szolgáló kira.gov.hu adatbázisa szerint 12,240 kilométer.

## Települések az út mentén
- Nagykanizsa-Kiskanizsa
- Fityeház
- Murakeresztúr